# Пак Сонхьон
Пак Сонхьон (кор.: хангиль: 박성현, ханча: 朴成賢, 1 січня 1983) — південнокорейська лучниця, олімпійська чемпіонка.

## Досягнення
Чемпіонка світу: 2001 (індивідуальні), 2003 (команда), 2005 (команда), 2007 (команда)
Срібна призерка чемпіонату світу: 2003 (індивідуальні), 2007 (індивідуальні)
Бронзова призерка чемпіонату світу: 2001 (команда), 2005 (індивідуальні)
Чемпіонка Азійських ігор 2002 (команда), 2006 (індивідуальні та команда)

## Виступи на Олімпіадах
| Олімпіада  | Дисципліна | Місце |
| ---------- | ---------- | ----- |
| Афіни 2004 | особисті   | 1     |
| Афіни 2004 | командні   | 1     |
| Пекін 2008 | особисті   | 2     |
| Пекін 2008 | командні   | 1     |